# Sadkowo (Tychowo)
Sadkowo   (deutscher Name Zadtkow) ist ein Dorf in der polnischen Woiwodschaft Westpommern. Es gehört zur Gmina Tychowo (Groß Tychow) im Kreis Białogard (Belgard).

## Geografische Lage
Sadkowo liegt sechs Kilometer südwestlich von Tychowo an der Woiwodschaftsstraße Nr. 167 Koszalin (Köslin)–Tychowo–Ogartowo (Jagertow)(–Połczyn-Zdrój (Bad Polzin)). Die nächste Bahnstation ist Tychowo an der Bahnstrecke Szczecinek–Kołobrzeg.

## Geschichte
Im Jahre 1628 wird Zadtkow urkundlich als Besitz derer von Kleist genannt, der später unter zwei Familienmitgliedern aufgeteilt wurde. 1841 wurde Karl Ludwig August Franz von den Osten auf Plathe (heute polnisch: Płoty) alleiniger Eigentümer.
Zur Gemeinde gehörten die Vorwerke Augustenhof (Liśnica) und Carolinenhof. 1866 wurden im Gutsbezirk 16 Wohnhäuser und 26 Wirtschaftsgebäude, in der bäuerlichen Gemeinde 31 Wohnhäuser, ein Fabrik- und 26 Wirtschaftsgebäude gezählt.
Im Jahre 1939 lebten in der 1425,1 Hektar umfassenden Gemeinde 646 Einwohner in 158 Haushaltungen. Der überwiegende Teil der Bevölkerung arbeitete in der Landwirtschaft.
Im Ort gab es eine Schmiede, zwei Stellmachereien, eine Tischlerei, eine Fleischerei, zwei Schuhmachereien und zwei Schneidereien. In der Dorfgaststätte wurden auch Lebensmittel und Kurzwaren angeboten. Außerdem befand sich in Zadtkow ein Baugeschäft und ein Holzfuhrbetrieb.
Die Landgemeinde Zadtkow gab es seit 1928 durch den Zusammenschluss von Guts- und Gemeindebezirk. Letzter deutscher Bürgermeister vor 1945 war Walter Priebe. Das zuständige Standesamt war das in Muttrin (Motarzyn), das Amtsgericht Belgard. Der nächste Polizeiposten war in Damen (Stare Dębno).
Anfang März 1945 drangen russische Truppen in das Dorf ein. Der Ort wurde infolge des Krieges polnisch. Bis 1948 wurden die letzten deutschen Einwohner vertrieben. Heute ist Zadtkow als Sadkowo Teil der Gmina Tychowo im Powiat Białogardzki.

## Amtsbezirk Zadtkow
Zadtkow bildete bis 1945 einen eigenen Amtsbezirk im Landkreis Belgard (Persante), der die Gemeinde Damen (Stare Dębno), Döbel (Doble), Kieckow (Kikowo), Muttrin (Motarzyn) und Zadtkow einschloss. Letzter deutscher Amtsvorsteher war Friedrich Wilhelm Fink.

## Kirche
Zadtkow war bis 1945 in das Kirchspiel Muttrin (Motarzyn) eingepfarrt und gehörte zum Kirchenkreis Belgard in der Kirchenprovinz Pommern der evangelischen Kirche der Altpreußischen Union.
Heute gehört Sadkowo zum Kirchspiel Koszalin (Köslin) der Diözese Pommern-Großpolen in der Evangelisch-Augsburgischen Kirche in Polen.